# Publicatiescore
Een publicatiescore is een getal dat een benadering geeft van de kwantiteit en kwaliteit van de wetenschappelijke publicaties van een auteur. Publicatiescores worden onder andere gebruikt bij de beoordeling van wetenschappers door universitaire beoordelingscommissies.

## Berekening
In het algemeen wordt de publicatiescore berekend door het aantal punten van alle publicaties van een auteur in een bepaalde periode, bijvoorbeeld de laatste vijf jaar, op te tellen. Het aantal punten wordt bepaald door het aantal pagina's te vermenigvuldigen met het gewicht van de publicatie, waarvoor vaak de impactfactor van het tijdschrift waarin het artikel is gepubliceerd wordt gebruikt. In de meeste vakgebieden worden vooral artikelen in gerenommeerde, Engelstalige, tijdschriften meegeteld. Als artikelen in het Nederlands en andere talen meetellen hebben ze doorgaans een veel lager gewicht. Bij de berekening wordt niet altijd rekening gehouden met het aantal pagina's. Verder wordt soms gecorrigeerd voor het aantal auteurs van een artikel.
Een ander mechanisme om een publicatiescore te bepalen is het tellen van het aantal publicaties dat iemand verwijderd is van een centraal persoon uit het vakgebied. Het Abelgetal, een publicatiescore uit de farmacologie, wordt bijvoorbeeld bepaald door elke auteur die met Abel publiceerde de waarde 1 te geven. Auteurs die met auteurs die met Abel publiceerden, krijgen de waarde 2, enzovoorts. John Abel zelf heeft bij deze publicatiescore een Abelgetal van 0.
De oudste op dit principe gebaseerde publicatiescore wordt gehanteerd binnen de wiskunde, namelijk het Erdősgetal, gebaseerd op de Hongaarse wiskundige Paul Erdős.

## Toepassing
VPRO Noorderlicht omschrijft het nut van publicatiescores als "een nerdy grapje" en "goed [om] indruk [te] maken". In de praktijk wordt de publicatiescore, samen met de citatiescore, bij verschillende universiteiten toegepast bij de aanstelling en bevordering van docenten en wetenschappers. Ook wordt zij gebruikt om de prestaties van verschillende universiteiten op een bepaald vakgebied, zoals de economische wetenschap, te vergelijken. De publicatiescore is echter minder geschikt om de prestaties van verschillende takken van wetenschap onderling te vergelijken omdat de impactfactor van de tijdschriften in verschillende vakgebieden sterk uiteenloopt. Daarbij bestaat met name het gevaar dat multidisciplinair onderzoek en onderzoek in de humaniora in het gedrang komt,